# Advanced Distance Integration
Als Advanced Distance Integration (ADI) oder ADI-Blitzsteuerung wird in der Fototechnik die Erweiterung der Blitzlichtsteuerung von Minolta-, Konica-Minolta- und Sony-Alpha-Wechselobjektivkameras bezeichnet, die den Abstand zwischen Aufnahmeobjekt und Blitzgerät berücksichtigt. Ähnliche Lösungen gibt es auch mit Canons E-TTL-2-Blitzsteuerung  und Nikons sogenannter 3D-Messung.

## Funktionsweise
Bei der ADI-Blitzsteuerung werden die Entfernungsinformationen, welche über einen Entfernungsencoder im Objektiv oder den Autofokusmotor in der Kamera gewonnen werden, ausgewertet und mit den Ergebnissen der TTL-Blitzmessung kombiniert. Durch die Leitzahl-Rechnung können ungewollte Einflüsse der Umgebung wie farbige oder stark reflektierende Motive reduziert oder ganz eliminiert werden.
Zu den praktischen Vorteilen der ADI-Blitzsteuerung gehört, dass ein hochpräzises Aufhellblitzen ohne manuelle Berechnungen möglich wurde.